# Oxyophthalmellus rehni
Oxyophthalmellus rehni är en bönsyrseart som beskrevs av Scott LaGreca 1952. Oxyophthalmellus rehni ingår i släktet Oxyophthalmellus och familjen Tarachodidae. Inga underarter finns listade i Catalogue of Life.